# Espaulella (cognom)
Espaulella és un cognom poc corrent que es troba sobretot al Ripollès, a Osona i al Barcelonès. Algun Espaulella va anar a viure a Barcelona, com ho prova un document de dos folis del fons històric de l'Hospital de la Santa Creu. Es tracta de la venda i nova creació de censal per part de Josep Espaulella, jove adroguer, a Agustí Mir, baster. La venda té lloc a Barcelona el 20 d'agost de 1698.
L'adroguer Josep Espaulella formà part del Consell de Cent durant el setge de Barcelona (1713-1714).
L'any 1862 l'industrial Francesc Espaulella obtingué una concessió d'aigües al riu Ter per a una fàbrica de filats i teixits de cotó al Dolcet (Manlleu).